# Grubschwart
Die Grubschwart ist ein im 19. Jahrhundert durch bergbauliche Tätigkeiten erschlossenes und verändertes Höhlensystem im südlichen Teil des fränkischen Jura.

## Geographie
Die Grubschwart befindet sich im Raitenbucher Forst im mittelfränkischen Landkreis Weißenburg-Gunzenhausen in Bayern. Sie liegt etwa 4,4 Kilometer südwestlich der Gemeinde Raitenbuch und 2,7 Kilometer nordöstlich von Rothenstein, einem Gemeindeteil der Stadt Weißenburg.

## Geologie
Im Mesozoikum, vor etwa 200 bis 150 Millionen Jahren, befand sich dort das sogenannte Jurameer. Die fossilienreiche Gryphaeensandstein-Formation verzahnt sich mit kalkreichen Ablagerungen, die durch einst mächtige vorgelagerte Korallenriffe entstanden sind. Die Flüsse transportierten gelöste Eisenoxide in die Mündungsbereiche. Das Eisen wurde dort ausgefällt und sank auf den Boden. Über Jahrmillionen lagerten sich hierbei übereinanderliegende Schichten ab. Durch die Plattentektonik der Kontinentalverschiebung gelangten die eingelagerten kugelförmigen Doggererze (Bohnerze) später wieder weit über den Meeresspiegel und wurden durch Erosion nahe an der Erdoberfläche aufgeschlossen. Bohnerze sind zwischen 1,5 und 5 Zentimeter groß und oft zu Klumpen verwachsen. Sie haben eine bohnenähnliche Form von der die Bezeichnung Bohnerze rührt und sie von den erst eiszeitlich entstandenen Raseneisenerzen unterscheidbar macht. Ihr Eisengehalt liegt in diesem Vorkommen bei etwa 34 bis 30 Prozent. Die Erze lagerten sich auch in den Lehmfüllungen eines vergesellschafteten ausgedehnten Karstsystems ab.

## Geschichte
Wann genau dort der Erzabbau begann, ist bisher noch nicht restlos erforscht. In dem alten Grubengebiet wurde seit mindestens 2000 Jahren bis ins Jahr 1866 Eisenerz abgebaut. Die frühesten Belege des lokalen Eisenbergbaus lieferte die Archäologie durch Funde von Schmelzstätten aus verschiedenen Epochen. Diese zeigen, dass dort bereits vor der Latènezeit, etwa 500 v. Chr. Erz gefördert wurde. Rings um das Abbaugebiet herum befindet sich eine auffällige Vielzahl von schmucklosen Bestattungsplätzen der Hallstattzeit, was darauf schließen lässt, dass die harten und gefährlichen Bergbau- und Verhüttungsarbeiten viele Opfer forderten. Die Schürfstätten und die Bestattungsplätze sind als Bodendenkmale geschützt.
Da die nur zwei Kilometer östlich verlaufende Römerstraße von Weißenburg nach Pfünz führte, haben auch die Römer sicher von diesen Bodenschätzen gewusst. Diese erschlossen auch die westlich gelegenen Marmorbrüche, ein Baustoff, mit dem sie bereits bestens vertraut waren. Der Nordknick im Limes bei Kaldorf wird mit der Einnahme dieser Bergbaugebiete begründet.
Erste schriftliche Nachweise des Abbaus stammen aus dem Jahre 1411, als das Hüttenamt Obereichstätt gegründet wurde. 1469 wurde erstmals eine Erzwäsche schriftlich erwähnt. Der Name Grubschwart findet sich um 1500 als „Kropfschwarden“ in schriftlichen Aufzeichnungen. Das Wort bedeutet ein mit Gras bewachsenes Brachfeld bei einer Grube. Kropf bezeichnet die Grube selbst.
Im Bergbaugebiet Grubschwart waren Bohnerze und Kitterze das Ziel der Knappen und Steiger. Der Bergbau war lange ein winterliches Saisongeschäft der Bauern aus der Umgebung. Das unmittelbar benachbarte Hohlloch wurde auch als mittelalterliche Grablege genutzt, der für die Bestattungskultur dieser Epoche ungewöhnlich abgelegenen Lage nach wohl eine Pestgrube.(D-5-7032-0059)

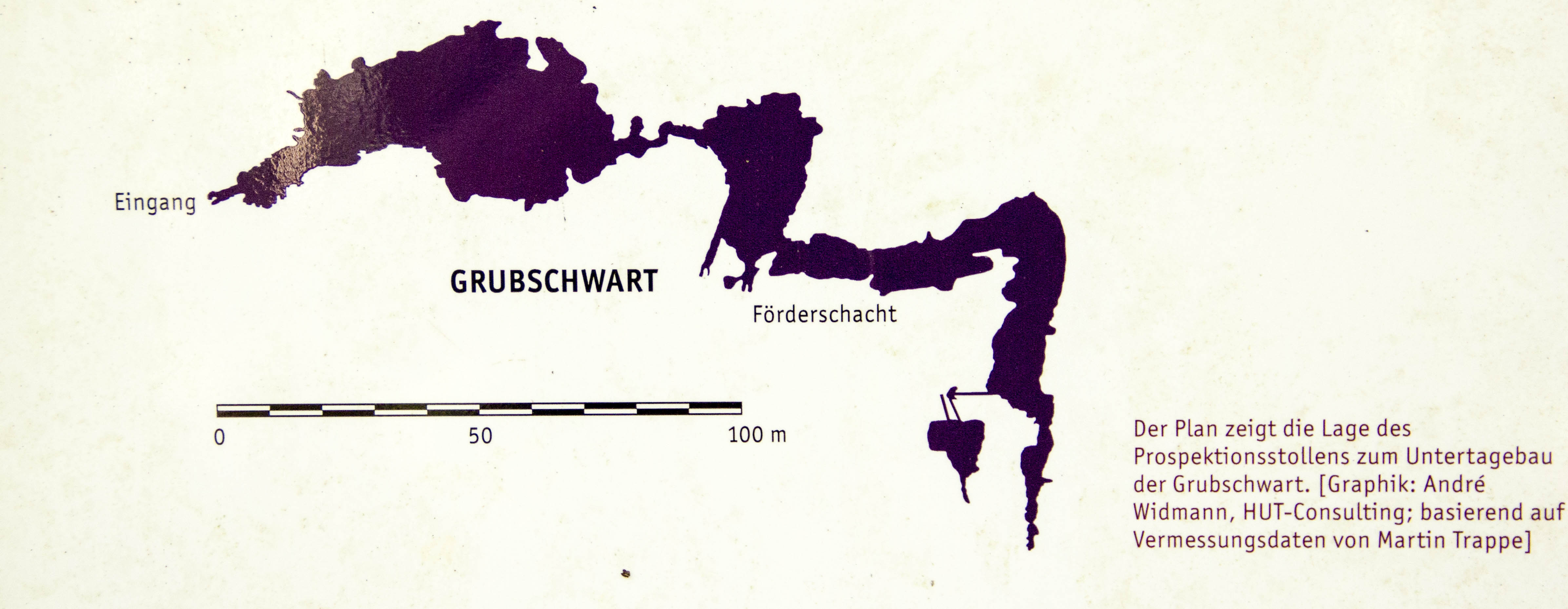
Karte des Stollens

Das oberirdische Bergwerk wurde um 1783 durch den Untertagebau kontinuierlich erweitert. Der vom Eingang etwa 150 Meter entfernte Förderschacht wurde durch eine Vermessung im Jahre 1806 schriftlich belegt. 1814 wurde der Förderschacht nochmals erwähnt. Von diesem Schacht aus wurden in östliche Richtung weitere Stollen in den Berg getrieben sowie der hintere, höhlenartige Teil der Anlage erschlossen.
Bis zur Auflassung im Jahre 1866 war hier das logistische Zentrum des Grubenbezirks „Grubschwart“ zu dem zeitweise mehrere weitere Bergwerke gehörten.
Im 20. Jahrhundert wurde abermals nach unentdeckten Erzlagerstätten gesucht. Hierfür wurde ein etwa 100 Meter langer schnurgerader Prospektionsstollen in den massiven Stein getrieben. Der Versuch war jedoch erfolglos und die Natur eroberte sich das Gebiet zurück.
2010 wurde das Gebiet komplett aus der Waldbewirtschaftung genommen und unter Schutz gestellt.

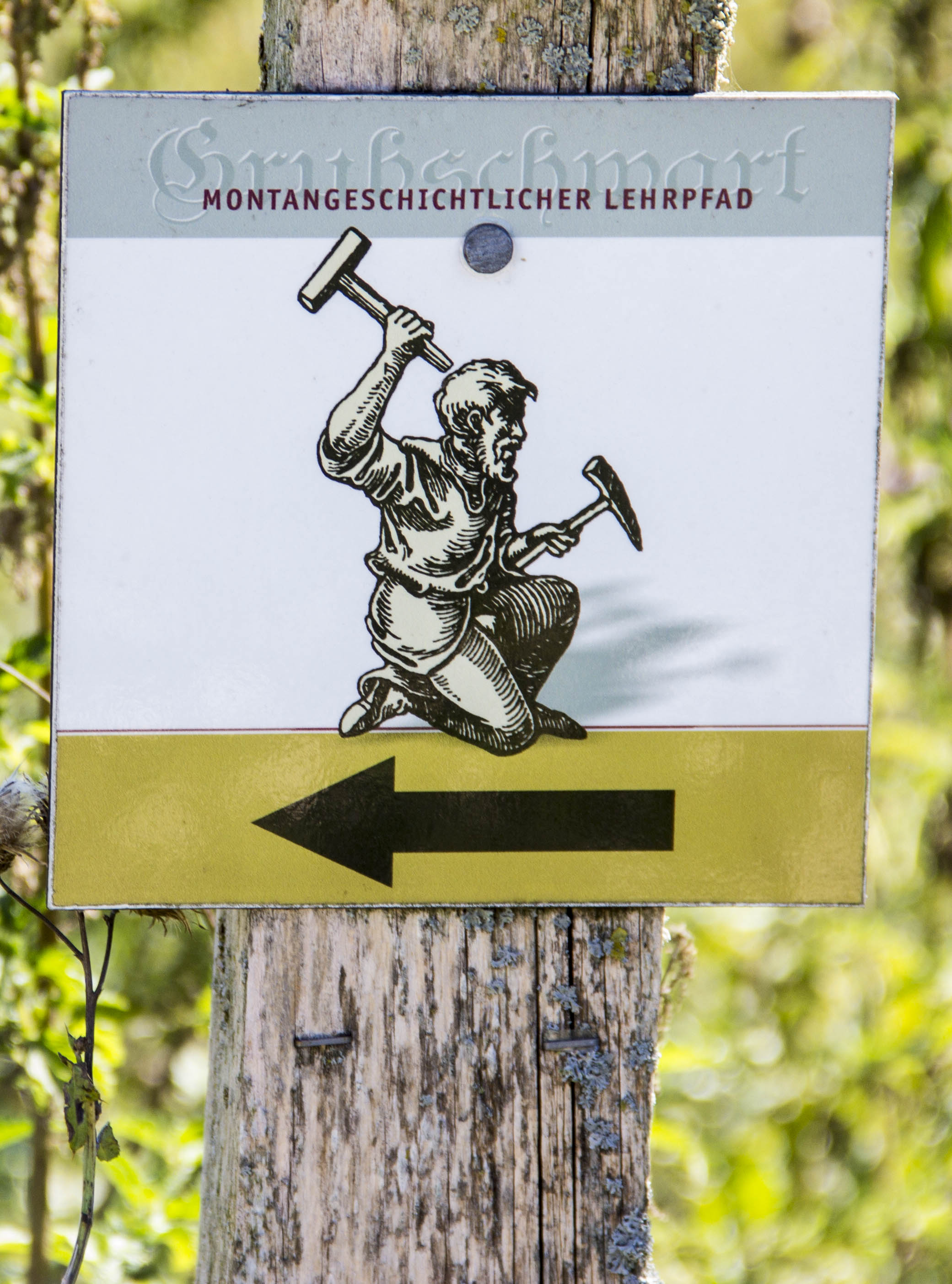
Logo des Lehrpfades

## Beschreibung und heutiger Zugang
Die Spuren des Erzabbaus in dem Gebiet sind teilweise noch gut sichtbar. Trichtergruben (Pingen), Schürfschächte und Stollen erinnern hier an den ehemaligen Abbau von Eisenerz. Zwei Bergwerksstolleneingänge, ein Loch des ehemaligen Förderschachts und zahlreiche Pingen sind heute noch gut sichtbar. Neben den Umrissen eines alten Steigerhauses zeugen auch die Abraumhalden und die Tagebaugrubenfelder von der langen Bergbautradition. Am Ende des Bergbaus um 1861 umfasste die Stollenlänge der Anlage über 1000 Meter.
Das Areal ist vom Bayerischen Landesamt für Umwelt als Geotop (577G001) und vom Bayerischen Landesamt für Denkmalpflege als Bodendenkmal (D-5-7032-0060, D-5-7032-0061) ausgewiesen. Im Höhlenkataster Fränkische Alb (HFA) werden die beiden Stolleneingänge als K 10 und K 10a geführt. Ein Teil dieser Anlage ist ein mehrräumiges Höhlensystem, welches fast vollständig mit bohnerzführenden Sedimenten verfüllt war.
Die Stolleneingänge wurden 2012 mit Gittertüren verschlossen. Der nördliche Stolleneingang ist ein Blindstollen und nach etwa 50 Metern verstürzt. Das Areal ist ganzjährig frei zugängig. 2012 wurde der 3,5 Kilometer lange Montangeschichtliche Lehrpfad Grubschwart eröffnet. Eine Übersichtstafel und 20 Thementafeln informieren die Besucher über den Rohstoff Eisenerz, dessen Gewinnung und Verhüttung und die harte Arbeit der Bergleute.
Die Stollen selbst sind mit Gittern verschlossen und können nicht mehr befahren werden. Der Verschluss erfolgte neben Sicherheitsbedenken aufgrund des Höhlenschutzes und besonders zum Schutze der Fledermäuse.
Der Lehrpfad entstand nach der Initiative des Montanhistoriker und Buchautors Arthur Rosenbauer aus Treuchtlingen.
Er hat mit seinem 2010 beim WEK Verlag veröffentlichten Buch „Vergessene Geheimnisse wiederentdeckt“ den vergessenen Bergbau in der Region recherchiert und dokumentiert.
Über seine Aktivitäten berichtete auch der Bayerische Rundfunk.

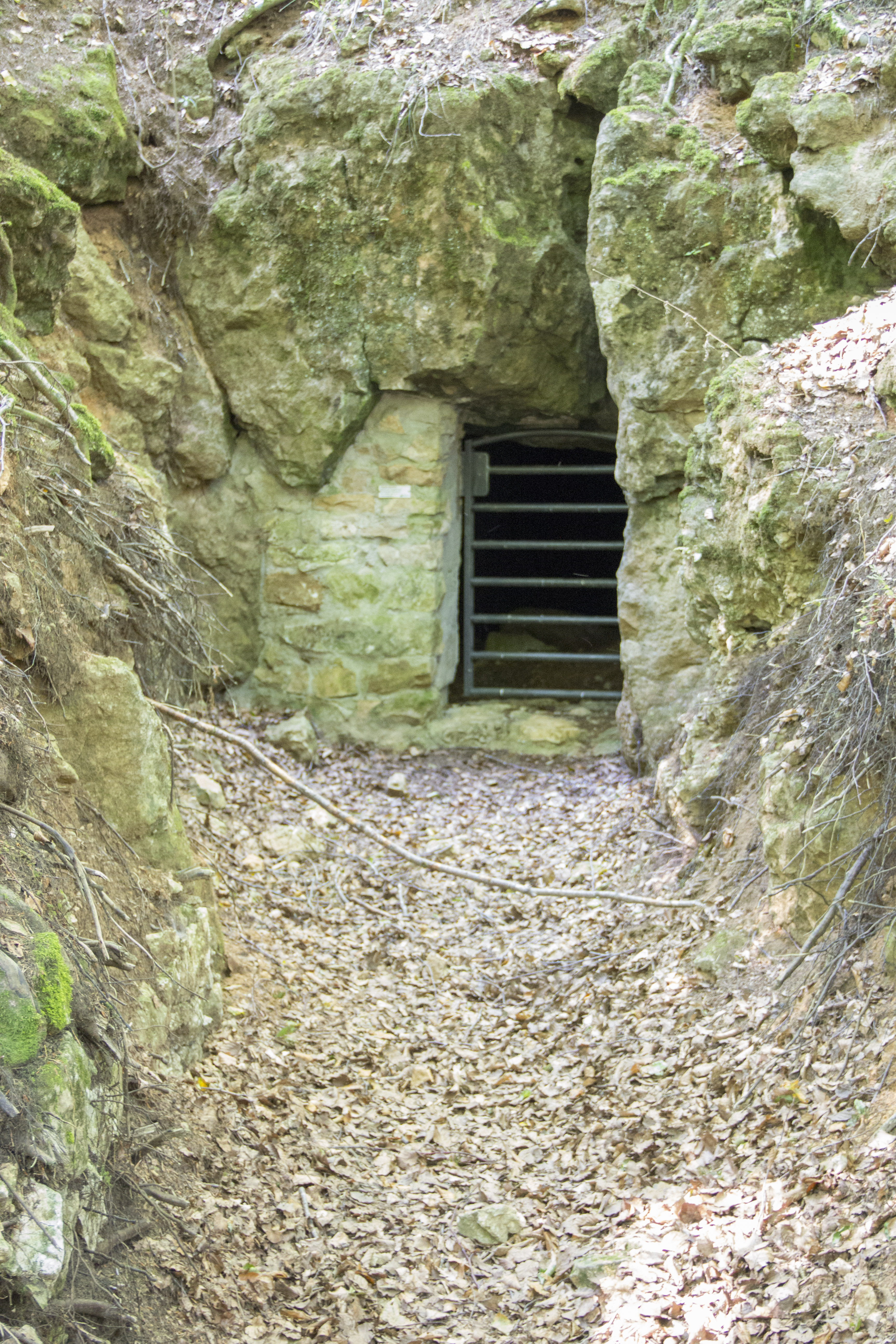
Eingang zum Blindstollen
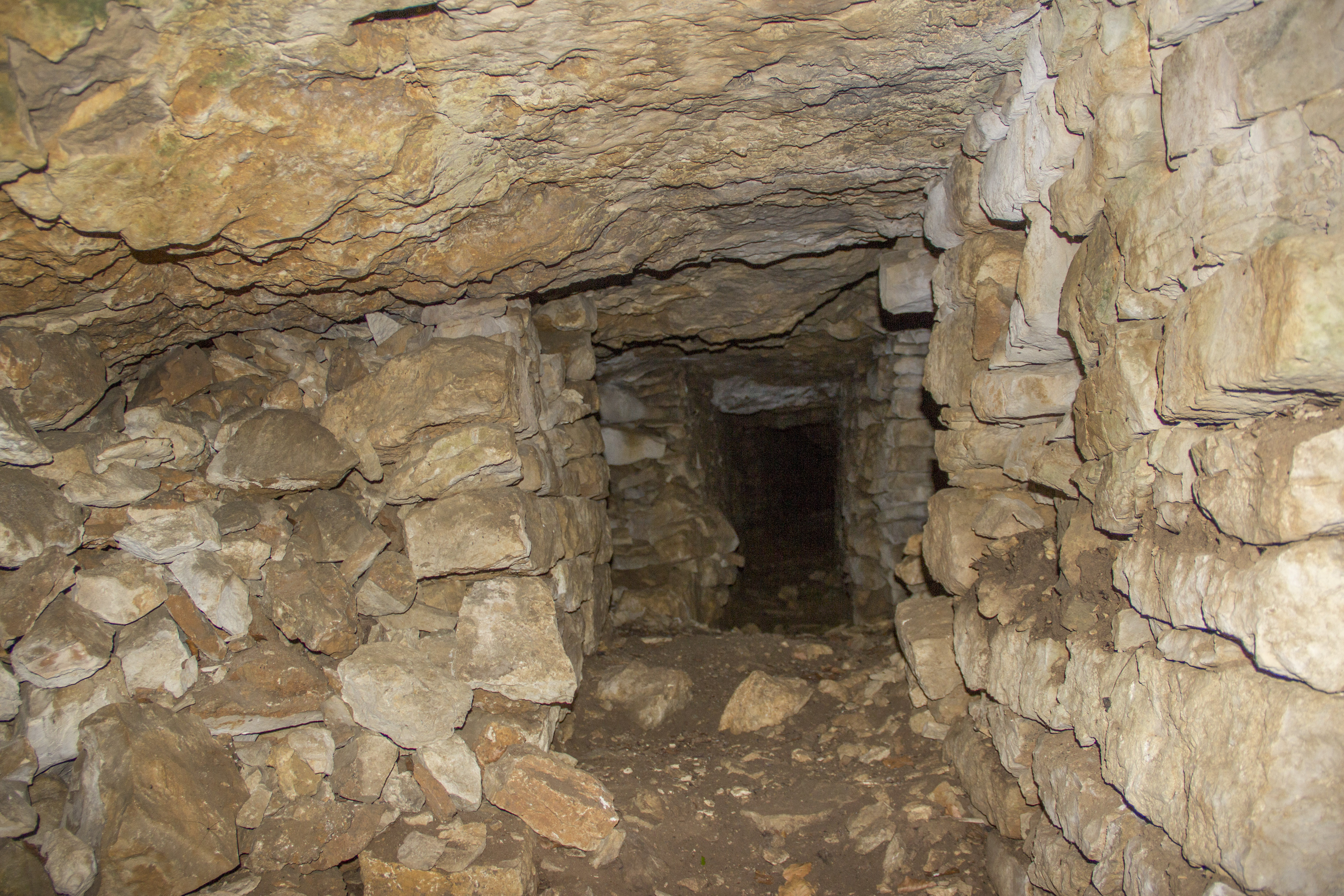
Der Stollen von innen nahe dem Eingang
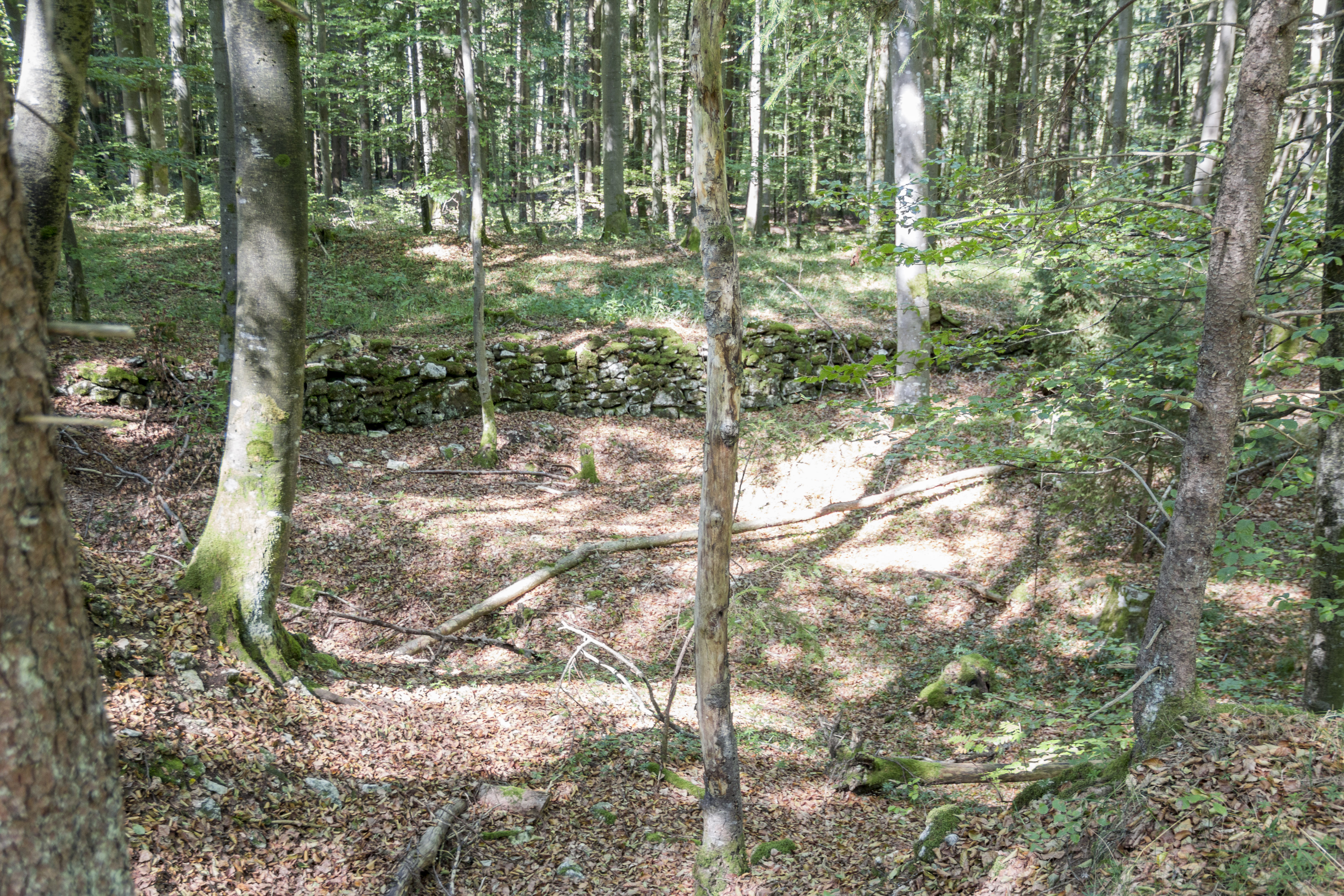
Schürfgrube (Pinge)
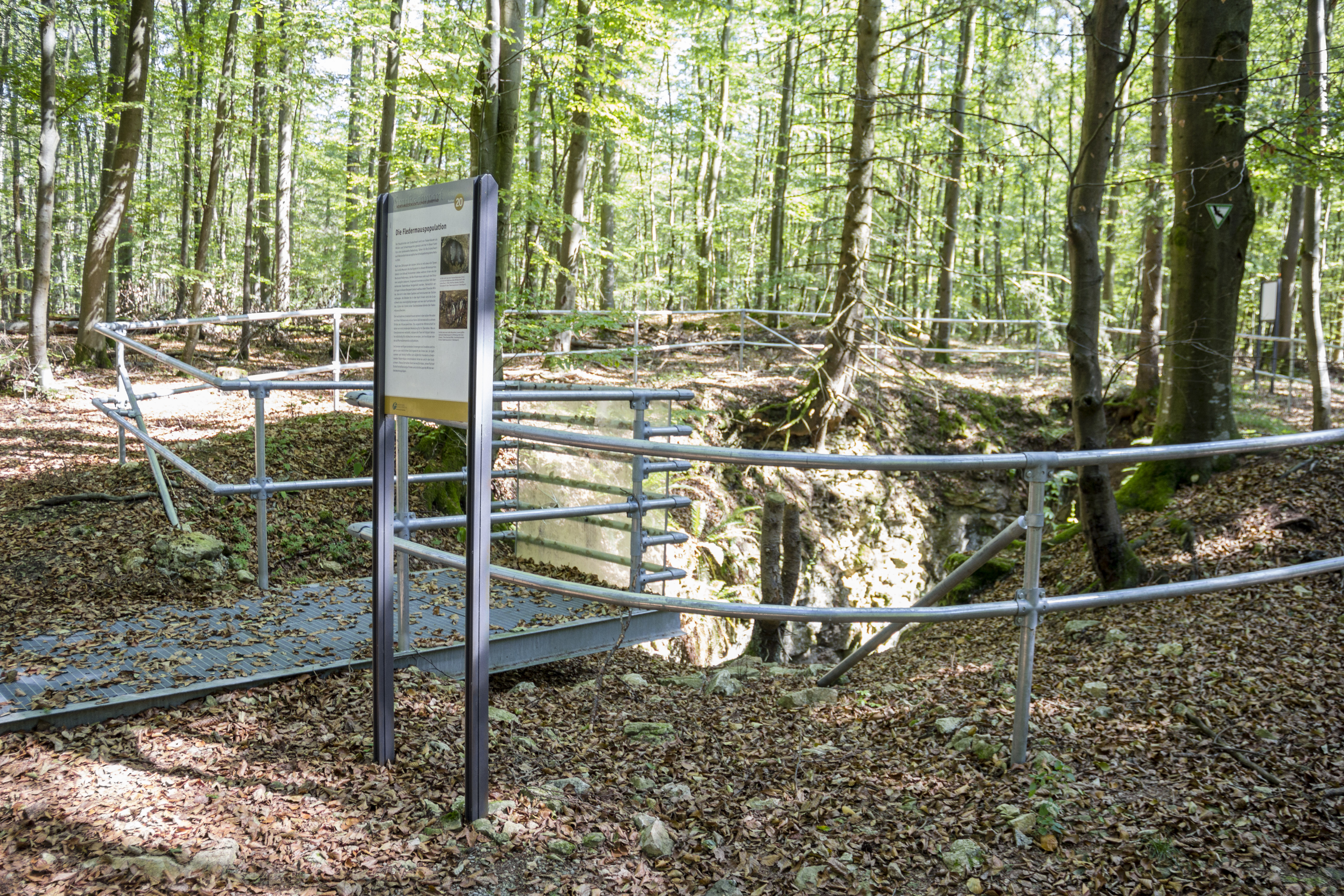
Blick auf den ehemaligen Förderschacht
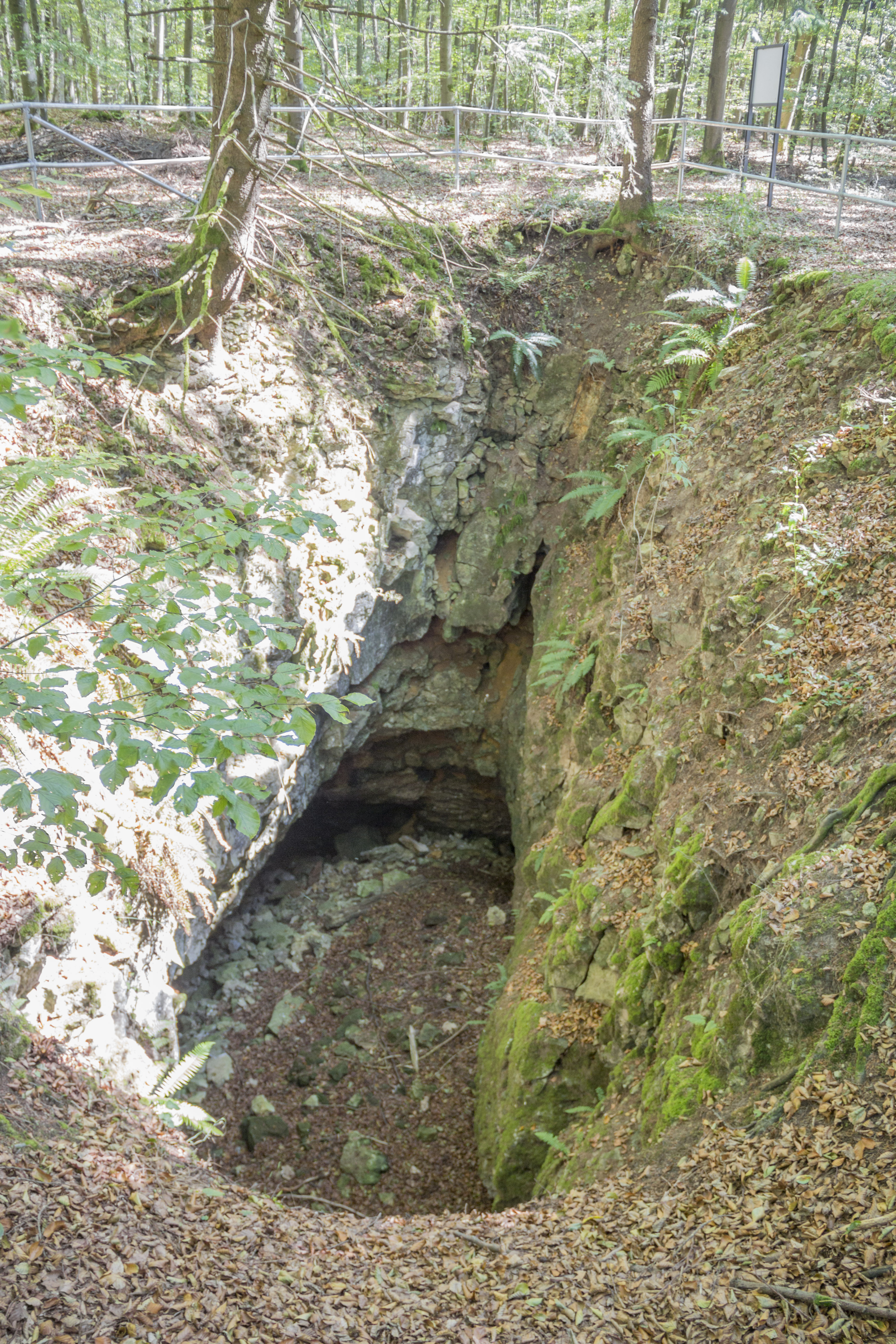
Loch des Förderschachts
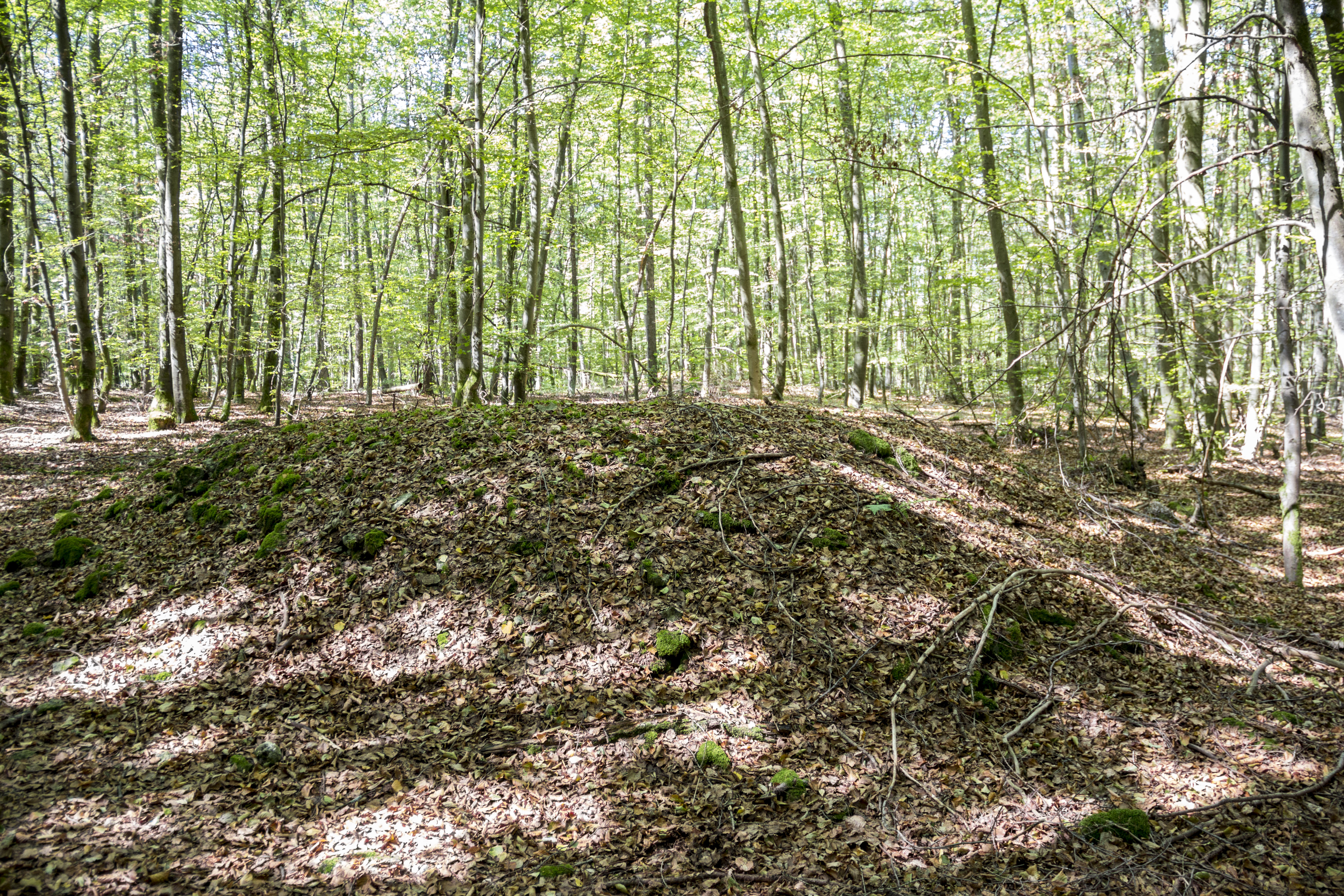
Abraumhalde